# Тонбаш
Тонбаш, Томбаш — река в России, протекает по Тарногскому району Вологодской области. Устье реки находится в 18 км по левому берегу реки Коченьга. Длина реки составляет 16 км.
Исток Тонбаша в Тарногском районе, примерно в 18 км к югу от Тарногского Городка. Течёт по лесным, частично заболоченным массивам в ненаселённой местности. Генеральное направление течения — юг. Крупных притоков и населённых пунктов нет.

## Данные водного реестра
По данным государственного водного реестра России относится к Двинско-Печорскому бассейновому округу, водохозяйственный участок реки — Северная Двина от начала реки до впадения реки Вычегда, без рек Юг и Сухона (от истока до Кубенского гидроузла), речной подбассейн реки — Сухона. Речной бассейн реки — Северная Двина.
Код объекта в государственном водном реестре — 03020100312103000008848.